# Dziękuję
Dziękuję – pop-rockowy utwór polskiej piosenkarki Dody z jej pierwszego solowego albumu studyjnego, Diamond Bitch. Został wydany jako piąty i ostatni singel promujący album w maju 2009.

## Wydanie
Utwór został skomponowany przez Marka Tyspera, a tekst do niego napisała Doda. 2 kwietnia 2009 na portalu Plejada.pl potwierdzono wydanie „Dziękuję” na piąty i ostatni singel promujący album Diamond Bitch. Tego samego dnia nakręcono teledysk, który premierowo pokazano 5 maja. W maju singel promocyjny został rozesłany do telewizji. Doda zadedykowała utwór fanom, bez których jak twierdzi projekt solowego albumu by się nie udał. 1 lipca utwór wygrał plebiscyt zorganizowany przez Onet.pl i Sympatia.pl na Przebój Lata 2009. 14 sierpnia 2009 Doda wykonała „Dziękuję” na Sopot Hit Festiwalu.

## Teledysk
Teledysk do utworu kręcono 2 kwietnia 2009 na torze wyścigów konnych „Służewiec”. Wyreżyserowała go Anna Maliszewska. Na Plejada.pl pokazano dwuczęściowy film z planu teledysku. Premiera klipu odbyła się 5 maja na portalu OrangeMusic.pl. Teledysk szybko zajął pierwsze miejsce na liście najczęściej oglądanych klipów Interia.pl, Onet.pl i Eska.tv. Oprócz tego zajął siódme miejsce w najczęściej oglądanych teledyskach portalu s2o.tv.
Wideoklip jest dokończeniem teledysku „Rany”, pod koniec którego widnieje napis „to be continued...” („będzie kontynuowane”). Na początku wykorzystano sampel utworu „Całkiem inna” również z albumu Diamond Bitch. Doda jedzie limuzyną na koncert, podczas którego śpiewa „Dziękuję”. Fragmenty występu nagrano specjalnie do teledysku, a fragmenty są nagraniem z koncertu artystki w Kędzierzynie-Koźle na Hali Widowiskowo-Sportowej Azoty 23 lutego 2008. Oprócz tego w klipie wykorzystano filmiki z wręczania Dodzie nagród VIVA Comet oraz MTV Europe Music Awards i z wygrania konkursu na Polski hit lata na Sopot Hit Festiwalu.